# Time (Unix)

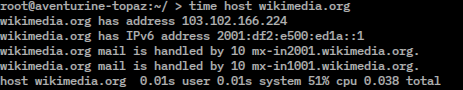
Exemplo do comando time

time é um comando do sistema operacional Unix e outros tipo Unix utilizado para medir a duração da execução de algum outro comando. A resposta deste comando é direcionada para a saída padrão de erro contendo o tempo real entre a invocação e a finalização do comando, o tempo de CPU empregado durante a execução e o tempo de sistema.